# Pievano Arlotto

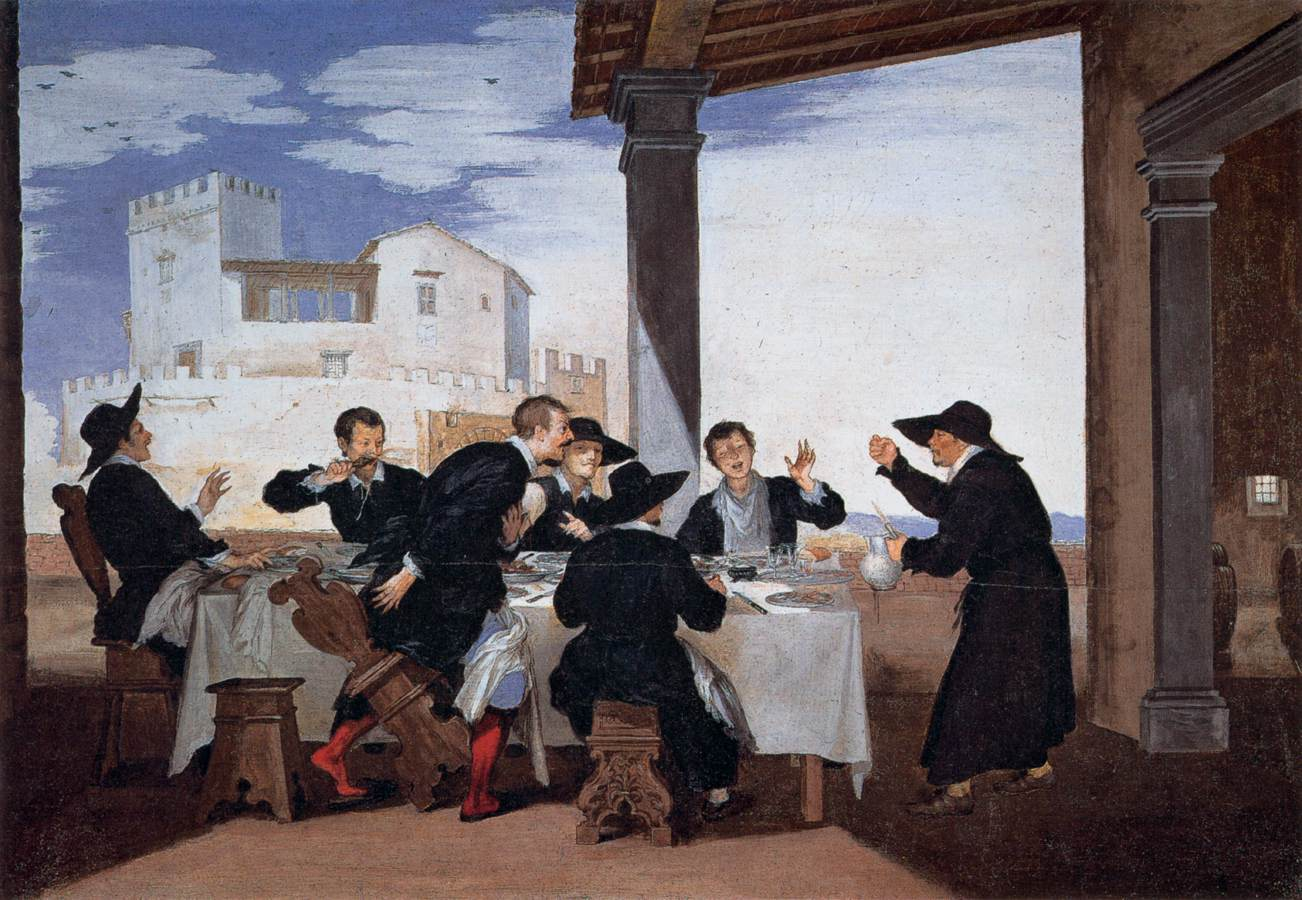
Una burla del pievano Arlotto del Volterrano

Arlotto Mainardi, detto il Piovano o Pievano Arlotto (Firenze, 25 dicembre 1396 – Firenze, 26 dicembre 1484), è stato un presbitero italiano, famoso per il suo spirito e le sue burle diventate proverbiali, grazie a una letteratura popolare fiorita per tutto il Rinascimento.

## Biografia
Parroco della chiesa di San Cresci a Macioli, vicino a Pratolino, era celebre per le storielle che raccontava, per la sfrontatezza dei suoi gesti e la malizia venata di uno spirito boccaccesco. Personaggio amato dal popolo per la sua bonaria schiettezza, fu talvolta un problema per la curia vescovile, retta all'epoca dal pio Antonino Pierozzi che tentò di redimerlo senza successo.
È ritratto in diversi quadri, anche nei secoli successivi, a testimoniare la sua duratura fama cittadina. Per esempio Una burla del Pievano Arlotto è un quadro secentesco del Volterrano mentre un ritratto del faceto parroco è opera di Giovanni da San Giovanni, entrambi conservati alla Galleria Palatina di Palazzo Pitti.
Dopo la sua morte, un ignoto amico pubblicò nella seconda metà del Quattrocento un  volumetto intitolato I Motti e facezie del Piovano Arlotto, che dà un vivido ritratto dal basso del contado fiorentino nell'epoca di Lorenzo il Magnifico, nel quale il registro faceto e, per il lettore odierno, piuttosto volgare, non soffoca però i tratti autentici e umani di questi scherzi da prete.
Un esempio di curiosa vicissitudine legata a questa figura è quella della tentata redenzione dell'Arlotto: un giorno l'arcivescovo, preoccupato dell'abitudine dell'Arlotto di frequentare le osterie, lo invitò alla mensa dell'Arcivescovado per riportarlo ad una tavola più adatta a un sacerdote. Ma poiché il Pievano Arlotto, tutti i giorni portava nuovi e sempre più numerosi amici alla detta mensa, l'Arcivescovo fu costretto a lasciare andare il Pievano a mangiare e bere dove più gli fosse gradito.
Un'altra volta, in una notte di forte pioggia, di ritorno dal Casentino, si fermò, completamente fradicio, in una piccola osteria presso la Consuma la quale era piena di gente ed era impossibile anche solo avvicinarsi ai posti accanto al fuoco, tutti già occupati. Allora si rivolse all'oste con il tono di chi vuol parlare privatamente, ma anche farsi intendere da tutti, raccontando la disavventura di aver perduto dal carniere, dove si era fermato a orinare a qualche miglio da lì, la bella somma di quattordici lire e diciannove fiorini.  Pian piano, a piccoli gruppi, i commensali si offrirono di uscire per cercare le monete ed il nostro Pievano non solo poté ristorarsi bello largo vicino al fuoco ma, per la compassione dell'oste, ebbe anche il conto abbonato.

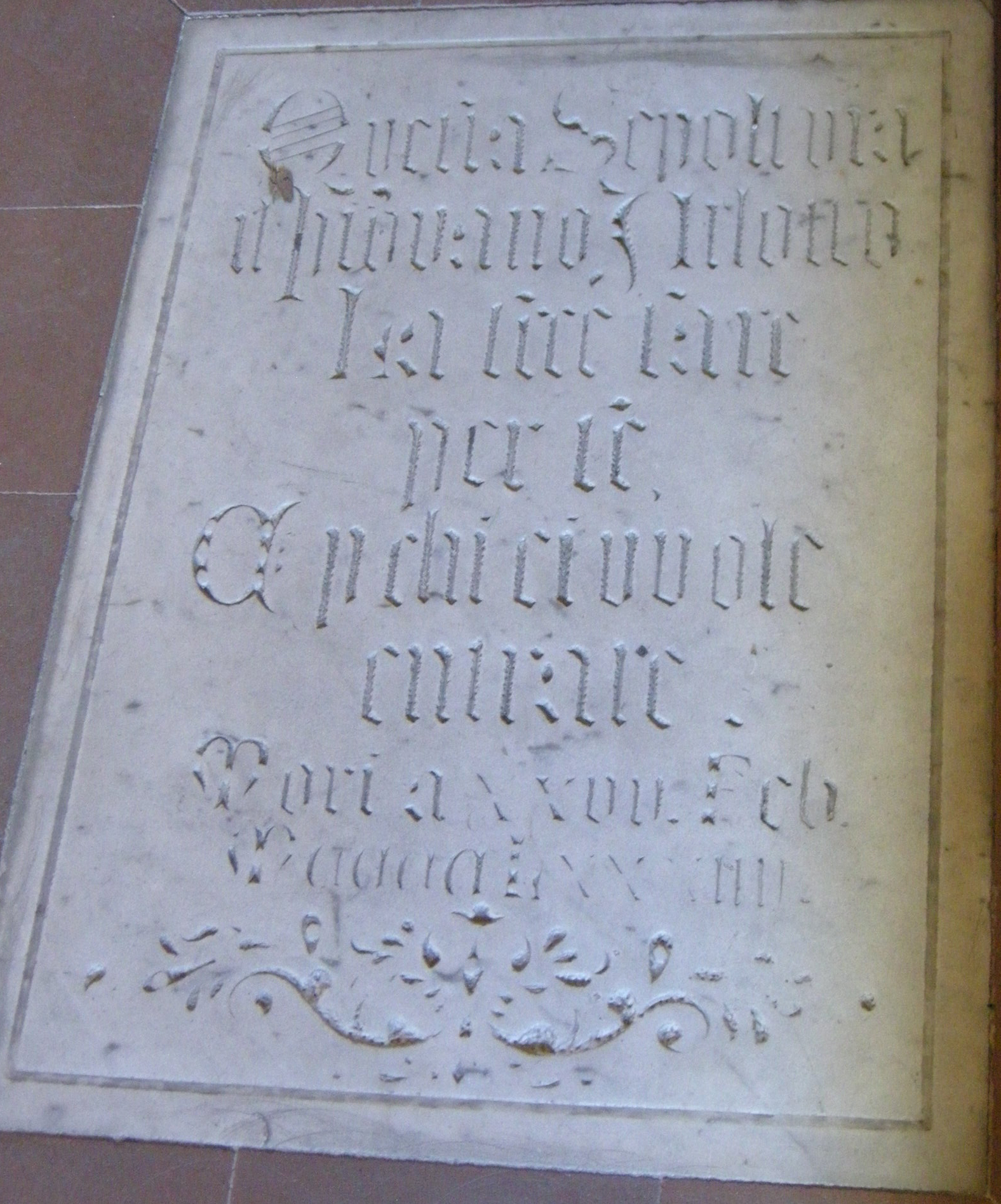
La lastra tombale del Pievano Arlotto (rifacimento dell'originale)

Fra i detti popolari nati dalla sua figura c'è il modo di dire Essere come la bandiera del Pievano Arlotto cioè fatta tutte di pezze rubate, oppure si diceva Ricevere la benedizione del Pievano Arlotto nel senso di stare in guardia poiché qualcuno stava per giocare un tiro. Pare infatti che l'Arlotto una volta benedisse la folla aspergendo olio invece di acqua benedetta.
Da anziano trovò ospitalità nell'Ospizio per vecchi parroci (detto appunto dei Pretoni) che aveva sede presso l'attuale oratorio di Gesù Pellegrino a Firenze.

### La tomba di Arlotto
Egli non smentì il suo spirito faceto neanche sulla lastra tombale (morì nel 1484), che fu apposta sulla sua tomba nell'oratorio al centro del pavimento appena dopo l'ingresso, dove fece scrivere:
L'epigrafe che si può leggere oggi non è l'originale, ma un anacronistico rifacimento posteriore, in un diverso italiano: «Questa sepoltura il Pievano Arlotto la fece fare per sé, e per chi ci vuole entrare».

## Teatro
- Le burle del piovano Arlotto: tre atti da ridere, commedia di Giulio Bucciolini (1910).